# Милан Панчевски
Милан Панчевски (Дебар, 16. мај 1935 — Скопље, 9. јануар 2019) био је друштвено-политички радник СФР Југославије и СР Македоније и последњи председник Председништва Централног комитета Савеза комуниста Југославије.

## Биографија
Милан Панчевски рођен је 16. маја 1935. године у Дебру. Завршио је Високу школу политичких наука у Београду. Члан Савеза комуниста Југославије постао је 1957. године.
Био је директор водне заједнице, председник општинског комитета Народне омладине, председник општинског одбора Социјалистичког савеза радног народа Македоније, политички секретар Општинског комитета Савеза комуниста Македоније у Дебру и члан Извршног одбора Републичке конференције ССРН Македоније.
На Четвртом конгресу СК Македоније биран је за члана Ревизионе комисије СК Македоније. Био је посланик Организационо-политичког већа Савезне скупштине. У 1980-има је био члан Председништва Савеза комуниста Југославије.
Био је председник Председништва Централног комитета Савеза комуниста Македоније од 5. маја 1984. до јуна 1986. године, а од 17. маја 1989. до 17. маја 1990. године последњи председник Председништва Централног комитета Савеза комуниста Југославије.
Након осамостаљења Македоније, Панчевски је постао члан Социјалдемократског савеза Македоније.
Преминуо је 9. јануара 2019. године у Скопљу.